# Rotunda svaté Kateřiny (Česká Třebová)
Pozdně románská kaple, rotunda svaté Kateřiny, je nejvýznamnější architektonickou památkou České Třebové a jedinou dochovanou románskou rotundou ve východních Čechách. Pochází z první poloviny 13. století. Byla postavena v centru osady založené na výšině nad pravým břehem řeky Třebovky po roce 1200 během tzv. české kolonizace prováděné premonstrátským klášterem v Litomyšli. Samotné město Česká Třebová bylo založeno až ve druhé polovině 13. století během tzv. německé kolonizace za vlády Přemysla Otakara II.
Během více než 750 let své existence byla rotunda mnohokrát opravována a přestavována. V 16. století byla doplněna zvonicí, která slouží i jako brána do prostoru okolo rotundy. Ten je obehnán kamennou zdí a až do roku 1905 sloužil jako hřbitov.
Obyvateli České Třebové je rotunda nazývána prostě „Kostelíček“. V ulici „U kostelíčka“, která se vine mezi domky pod rotundou, se každoročně v listopadu na svátek svaté Kateřiny koná „Jabkancová pouť“. Při ní se nepečou obvyklé koláče, ale sladké bramborové placky plněné tvarohem, nazývané „jabkance“.

## Externí odkazy

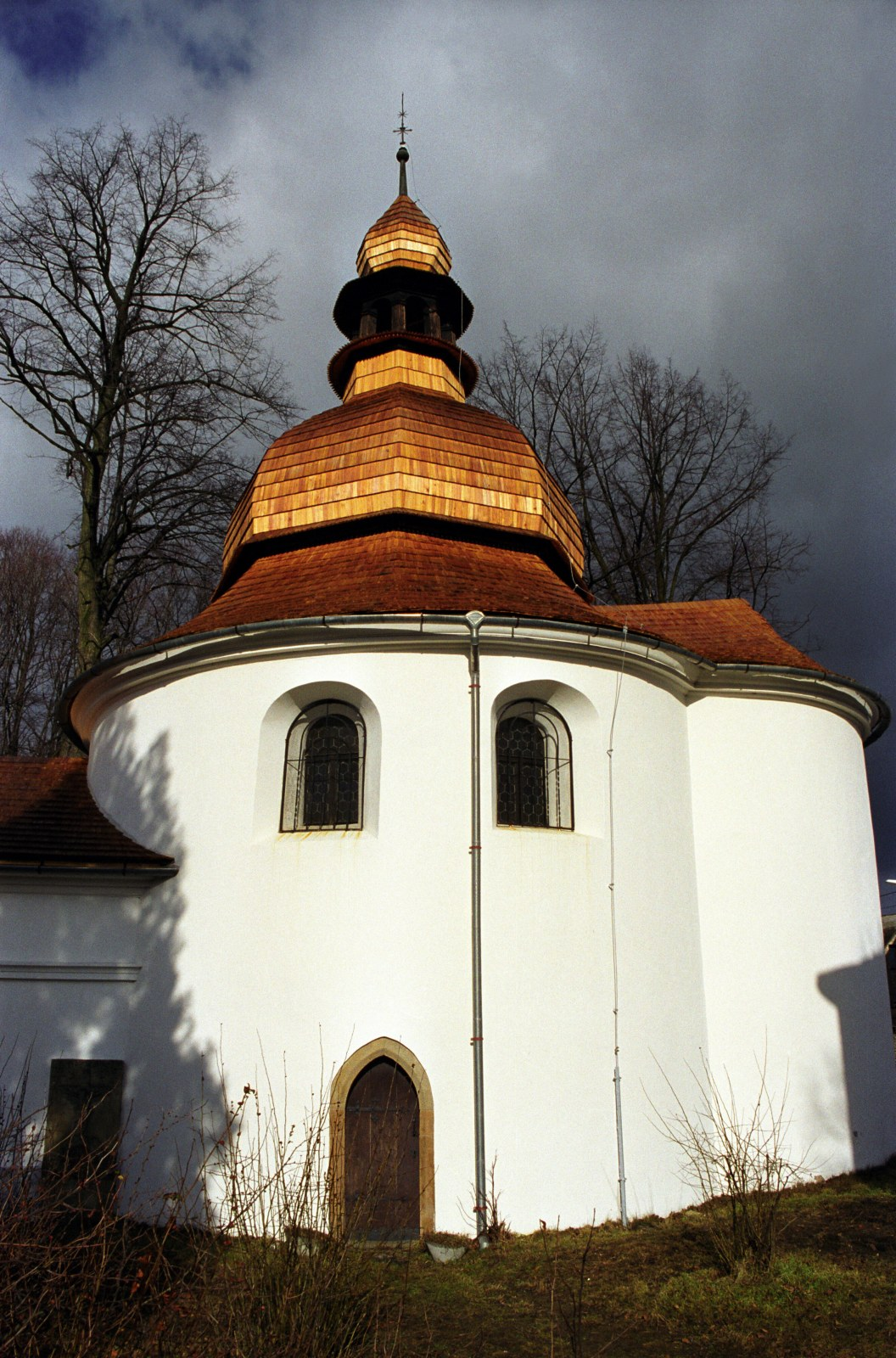
Pohled na rotundu sv. Kateřiny z jihu